# Efecto captodativo

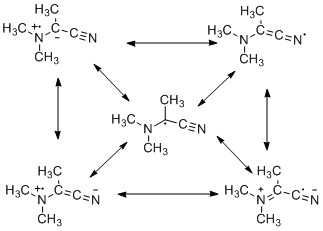
Radical 2-(dimetilamino)propanonitrilo y las estructuras resonantes que lo estabilizan por efecto captodativo

En química orgánica, el efecto captodativo es el efecto sobre la estabilidad de un radical centrado en el carbono, determinado por la acción combinada de un sustituyente captor de electrones y de un sustituyente dador o donante de electrones, ambos unidos al centro radical. Este término también es usado para ciertos compuestos insaturados.